# Kloster Bergen auf Rügen

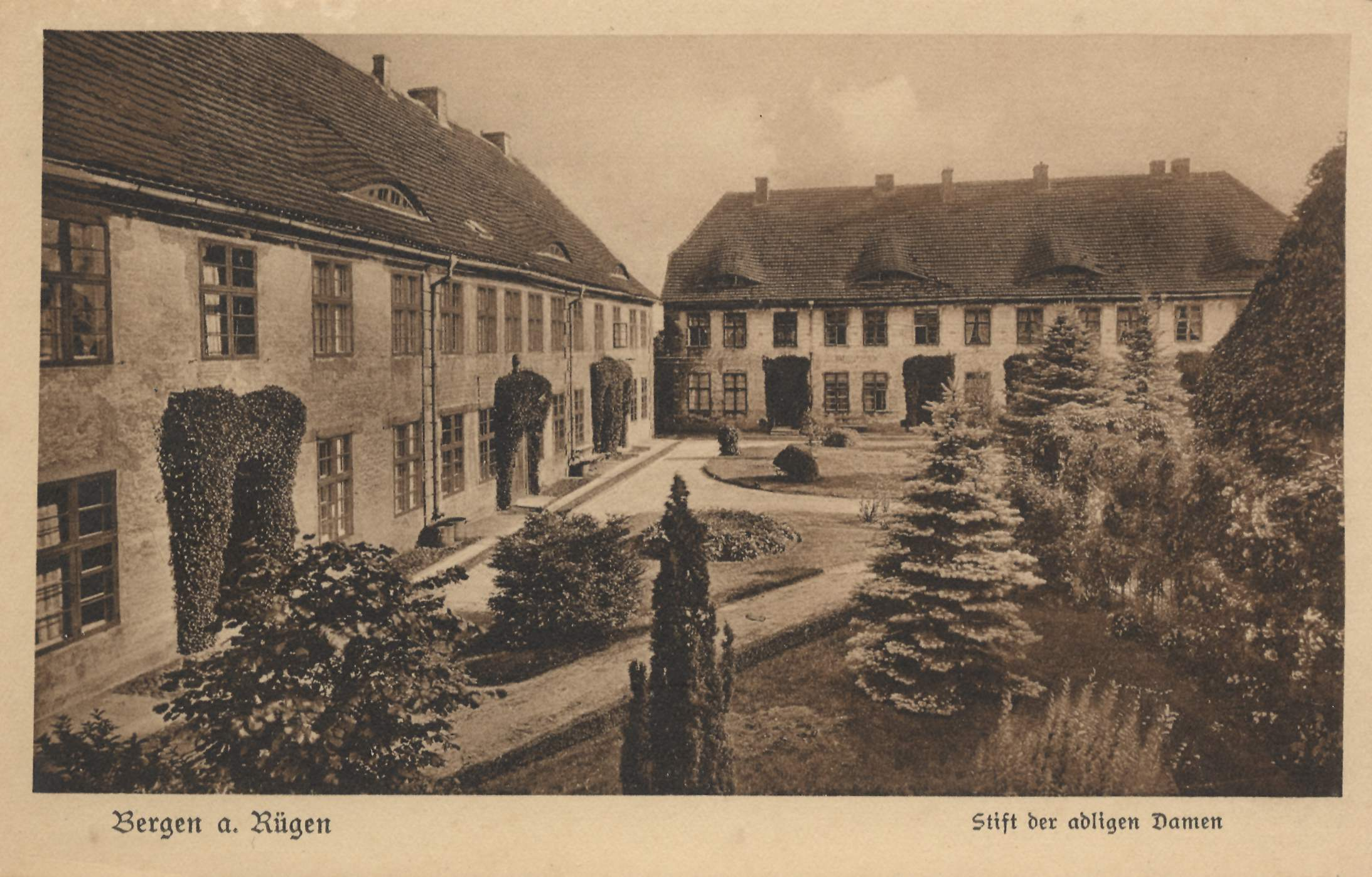
Stift der adligen Frauen auf einer Postkarte, um 1900

Das Kloster Bergen auf Rügen war ein Zisterzienserinnen-Kloster im Rang eines Priorates. Es bestand in Bergen auf der Insel Rügen vom Ende des 12. bis zum 16. Jahrhundert als römisch-katholisches Kloster, danach bis 1945 als evangelisches adliges Fräuleinstift.

## Geschichte
Das Fürstentum Rügen gehörte seit der Eroberung durch die Dänen unter König Waldemar II. am 15. Juni 1168 zu Dänemark. Es war der Beginn der Christianisierung Rügens. Der letzte Slawenführer, der junge Jaromar I., ließ sich taufen, wurde erster christlicher Fürst Rügens und zugleich dänischer Lehnsträger. 1169 schloss Papst Alexander III. Rügen dem dänischen Bistum Roskilde an, dessen Bischof Absalon von Lund die Christianisierung Rügens weiter vorantrieb.

### Gründung des Klosters
Fürst Jaromar I. von Rügen stiftete 1193 in der Nähe des Burgwalls auf dem Rugard ein direkt an die Kirche angrenzendes Nonnenkloster, nachdem er die Kirche auf eigenem Grund und Boden aus gebrannten Steinen erbauen und durch Bischof Peter von Roskilde hatte weihen lassen. Der Baubeginn der St.-Marien-Kirche wird nach neuesten Untersuchungen in die Zeit ab 1170/80 datiert. Als erste Nonnen wurden zwölf Benediktinerinnen aus dem Roskilder Kloster der Heiligen Jungfrau Maria aufgenommen. Auf diese Weise wurde das Kloster von Bergen als Tochtereinrichtung von Roskilde zum ersten Nonnenkloster im Fürstentum Rügen. Eine Nonnenempore wurde in Bergens Kirche erst im Verlauf der zweiten Bauphase um 1300 errichtet.
Es ist nicht belegt, zu welcher Zeit die Bergener Benediktinerinnen die Reform der Zisterzienser annahmen und ebenso wenig, ab wann das Kloster Bergen dadurch zum Zisterzienserorden gehörte. 1250 bestätigte Papst Innozenz IV. dem Kloster sowohl dessen Besitzungen, als auch die für das Kloster geltende Zisterzienserregel, die der Urkunde zufolge in Bergen schon vor dem Allgemeinen Konzil 1215 gegolten habe.
Im Jahr 1285 versprach Wizlaw II. dem Nonnenkloster zu Bergen auf Rügen die Schenkung einer Kapelle (Kirchenbau) auf dem Rugard. Diese wurde 1291 fertiggestellt, von den Nonnen aber 1380 wieder abgebrochen.

### Entwicklung des Klosters
Das Nonnenkloster besaß den Ort Bergen, die dortige Baugerechtigkeit, verschiedene Zins- und Pachteinnahmen und den Mühlenzwang. Schon vor 1215 übte das Kloster das Patronat für die Kirchen in Sagard, Bobbin und Jasmund aus. Die Besetzung der Pfarrstellen, auch in St. Marien zu Bergen, konnte nur mit Erlaubnis des klösterlichen Konvents erfolgen. Im Jahre 1232 erlangte das Kloster die Zollfreiheit auf der Insel Rügen. 1296 kam noch die hohe Gerichtsbarkeit über Hand und Hals und die niedere Gerichtsbarkeit über Haut und Haar hinzu. Sie erstreckte sich über sämtliche im Besitz des Nonnenklosters befindliche Dörfer und wurde durch den Klostervogt ausgeübt. Er musste sich beispielsweise auch mit einem Totschlag beschäftigen, den die beiden Geistlichen Nikolaus Konow und Heinrich Rysselyn auf dem Klostergut in Dranske verübten.
Fürst Jaromar I. stattete das Kloster mit einem umfangreichen, aber zerstreut liegenden Landbesitz aus, der sich überwiegend auf der Insel Rügen befand. Heute sind nur bis in die Mitte des 14. Jahrhunderts reichende vereinzelte Zuwendungen seiner Nachfolger und Eigenerwerbungen des Klosters bekannt. In der Folge kam es häufiger zum Erwerb ganzer Ansammlungen von Ortschaften, wie 1344 die aus 14 Dörfern bestehenden Besitzungen des Arnold Pape und 1357 die Güter des Johann von Kiel in Wieck, Dranske und Goos.
In einer Urkunde aus dem Jahre 1525 werden insgesamt 59 Dörfer zum Besitz des Klosters gerechnet. In weiteren sechs Dörfern besaß es Anteile und in dreien Einkünfte. Die Kirchen in Sagard und Bobbin gehörten dem Bergener Nonnenkloster. Der größte Teil seiner Besitzungen befand sich um Bergen auf Rügen, weiterer Besitz zerstreut bei Wittow, Jasmund und Schaprode (Wollung). Mit dem damaligen Dorf Bergen, dessen Grund- und Lehnsherr das Kloster war, ist seine Geschichte eng verbunden. Das Kloster erhielt Abgaben und Dienste aus Bergen.
Bei einem Stadtbrand 1445 wurden Bergen und das Kloster mit der Kirche weitgehend zerstört, wobei zahlreiche Kleinodien und Reliquien verloren gingen. In einer Stralsunder Chronik ist zu lesen, dass ein Brand dat kloster tho Bergen vnd alle ehre der kercken clenodia vernichtete, konkrete Angaben zum Ausmaß des Brandes und zu betroffenen Gebäudeteilen fehlen jedoch. Die Klosterkirche wurde auf dem verbliebenen Mauerwerk neu errichtet und neu geweiht. 1472 ereignete sich im Kloster ein weiterer Brand, der auch das Refektorium betraf und dem eine Nonne zum Opfer fiel. Nach der Restauration und einer neuen Weihe wurde das Patrozinium der Klosterkirche erweitert – neben die Jungfrau Maria trat der heilige Lukas. Er war der Patron der Roskilder Bischofskirche, zu deren Diözese Rügen seinerzeit gehörte.
Die geistliche Leitung des Bergener Klosters und dessen Visitation oblag dem Abt des Klosters Eldena. Er bestimmte den Confessor, den Beichtvater der Nonnen. Die Pröpste waren meist Laien, gelegentlich auch Geistliche. Sie übten neben der Verwaltung des Besitzes die Gerichtsbarkeit in Bergen aus. Für die übrigen Ländereien war der Vogt Gerichtsbeamter des Klosters.
Vorsteherin des Konvents war die Priorin, die vom Konvent gewählt wurde und im 14. und 15. Jahrhundert ein eigenes Prioratshaus bewohnte. Die Amtsbezeichnung Äbtissin führten nur Anna (um 1388 erwähnt), möglicherweise eine Tochter Wartislaws VI., und Elisabeth († 1473), Tochter Wartislaws IX. Nur zweimal sind Äbtissinnen bezeugt, die diesen Titel wegen ihrer hohen Geburt nur ehrenhalber trugen.
Die Nonnen stammten aus dem rügischen und pommerschen Adel und meist stralsundischen Patriziergeschlechtern. Die Zahl der zum Konvent gehörenden Nonnen schwankte in den ersten Jahrhunderten erheblich. 1358 wurden außer der Priorin und Unterpriorin 37 Nonnen genannt, ab etwa 1490 ging die Zahl der Nonnen auf 12 zurück. Hinzu kamen noch Novizinnen und verschiedene Kostgängerinnen.

### Siegel
Das erste noch erhaltene Konventsiegel stammt von 1289. Es ist spitzoval und zeigt eine ganze stehende weibliche Figur, in der Rechten einen aufgerichteten Palmwedel und in der Linken ein Buch haltend. Die Umschrift lautet: + S. CAPITVLI DE MONTE BEATE MARIE IN RVYA.
Das Rundsiegel der Priorin zeigt ein Lamm mit Kelch und Fahne. Die Umschrift lautet: SIGILVM PRIORISSE DE MONTE.
Ein 1829 in der Eldenaer Klosterruine gefundenes Siegel des Propstes zu Bergen zeigt die Jungfrau Maria mit dem Jesusknaben und einen darunter knienden Mönch. Die Umschrift lautet: + SI : PREPOSITI + IN + MONTIBVS + RVYE.

### Entwicklung seit der Reformation

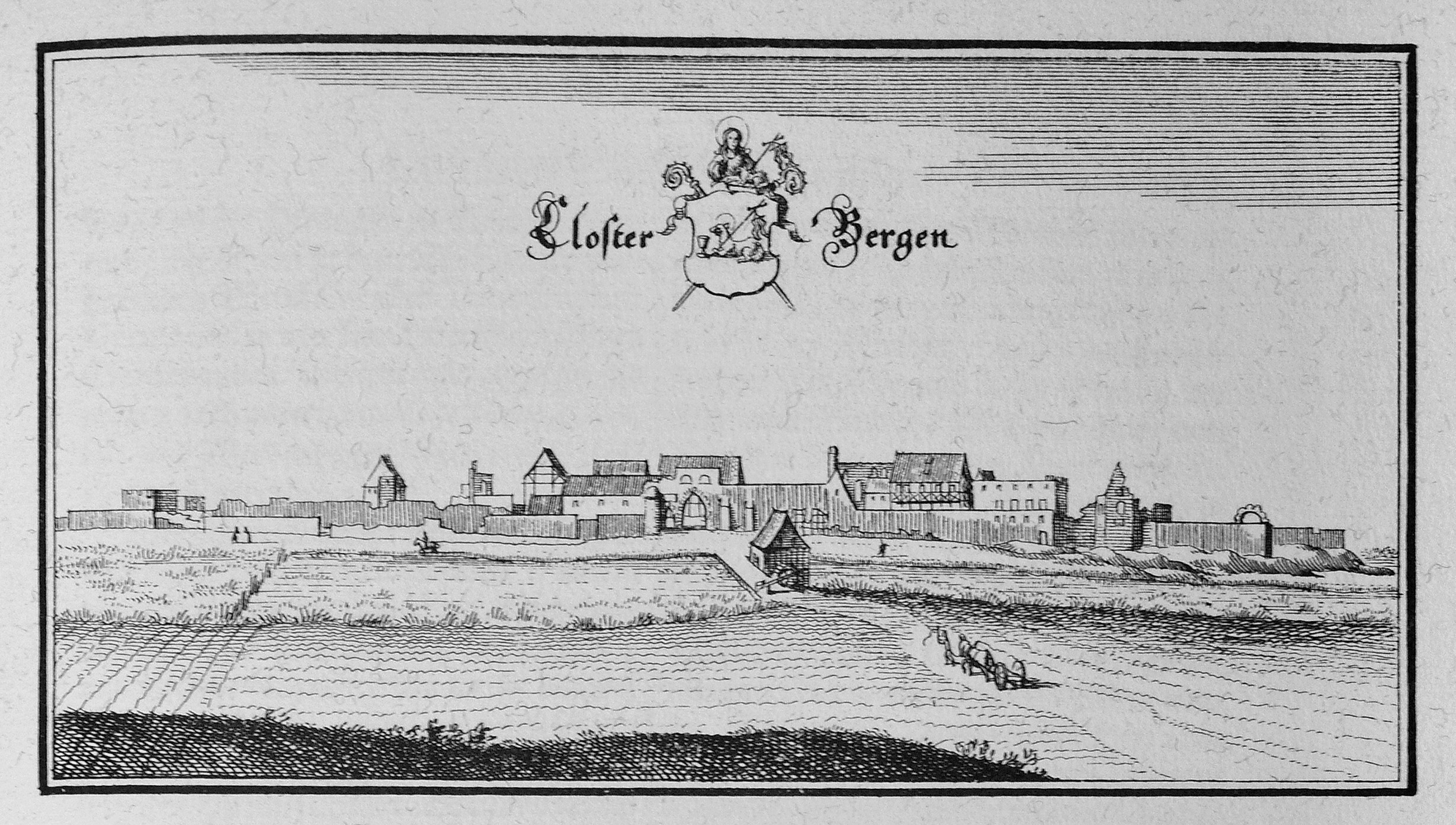
Merian: Kloster Bergen

Bereits 1525, neun Jahre vor der Einführung der Reformation in Pommern, wurde das Kloster von herzoglichen Beamten visitiert, die ein Verzeichnis der Kleinodien aufstellten. Am 22. September 1534 wurde erneut ein Verzeichnis des Inventars im Kloster angefertigt. Nach Landtagsbeschluss in Treptow an der Rega 1534 zur Einführung der Reformation erfolgte am 13. Juli 1535 eine Visitation zur Einführung der Kirchenordnung Bugenhagens. Im Zuge der Säkularisation fiel das Kloster an den Herzog Philipp I. von Pommern. Den ersten lutherischen Prediger Johannes Hän vertrieben die Nonnen mit Steinwürfen von der Kanzel, so dass dessen Gottesdienst zeitweilig auf dem Kirchhof abgehalten werden musste.
Durch Bestimmungen von 1541 und 1560 wurde 1569 auf dem Landtag zu Wollin beschlossen, das Bergener Kloster zusammen mit den Nonnenklöstern in Stolp, Marienfließ, Verchen und Kolberg nunmehr als Zuchtschulen und zum Unterhalt für adelige Jungfrauen im Herzogtum beizubehalten. Auch Bergen wurde nun in ein evangelisches Damenstift für die Töchter der Ritterschaft umgewandelt. Die Klostergüter wurden ab 1570 eingezogen, alle Nutzungen und Gefälle fielen fortan an die fürstliche Kammer. Ein Dominial-Rentamt wurde in Bergen eingerichtet und die Versorgung der Klosterstellen sehr eingeschränkt. Dem Kloster war damit die wirtschaftliche Basis entzogen, es war seitdem von der Gnade des jeweiligen Landesherren abhängig. 1578 hatte man die Klosterordnung entsprechend den neuen Verhältnissen revidiert und sie 1616 in Stettin publiziert. Das Propsteigebäude ließ Herzog Philipp Julius von Pommern-Wolgast von 1605 bis 1611 zu einem Jagdschloss ausbauen, auf dessen Ruinen wurde 1708 das königlich schwedische Amtshaus errichtet.
Während des Dreißigjährigen Krieges wurde das Kloster Bergen mehrfach besetzt und fast vollständig verwüstet. 1629 durch die Österreicher unter Hans von Goetze vollständig geplündert, wiederholten dies 1630 die kaiserlichen Truppen. Im Ergebnis dieses Krieges fiel Rügen an die Schweden. In den folgenden Jahren verfielen die Klostergebäude, die Konventualinnen lebten fortan zum großen Teil bei Bürgern in der Stadt Bergen. Einigen wurden von ihren Familien auf dem Klostergelände Wohnungen errichtet. 1641 ersuchten die Landstände bei den Schweden um die Wiederherstellung des Klosters. 1654 verfügte sogar Königin Christina von Schweden über das Kloster, aber trotz mehrfacher Bittbriefe verbesserte sich die Lage des Klosters nicht. 1658 wurde die Zugehörigkeit zum Bistum Roskilde beendet. Nach dem weiteren Verfall der Klosteranlage wurde zunächst ab 1660 der Kreuzgang abgetragen, in den folgenden Jahrzehnten die Konventgebäude niedergelegt.
Erst unter dem schwedischen König Friedrich I. kam Hilfe. Am 19. Dezember 1720 stiftete er 1000 Taler, die nun jährlich aus den Einkünften der königlichen Domänen zu jeweils einem Drittel für das Stift in Bergen und zwei Dritteln für ein neu zu gründendes Stift in Barth verwendet werden sollten. Auch die Rügensche Ritterschaft sammelte notwendige Mittel. Nach mehrjährigen Verhandlungen auf den ritterschaftlichen Konventen konnte unter den Kuratoren Landrat Hermann Alexander von Wolffradt auf Udars und Obrist Ernst Bogislav von Rhaden zu Rosengarten sowie unter den Bauinspektoren Obristleutnant N.N. von Bugenhagen auf Neparmitz und Christian Friedrich von Barnekow auf Klein Kuhbelkow 1732 mit dem Bau begonnen werden.
Von 1732 bis 1736 wurden dann zwei neue Wohnhäuser, die beiden heutigen Klostergebäude, errichtet. Das Hauptgebäude mit dem fünfachsigen Betsaal und der Wohnung der Priorin war bereits 1732 fertiggestellt, der südliche Flügel folgte 1736. Der nördliche Seitenflügel konnte wegen fehlender Mittel nicht mehr ausgeführt werden. Im Plan des Capitianie und itziger Ambtmann C. Mohr vom 28. Juli 1737 sind Details exakt aufgeführt.
Am 17. August 1733 bestätigte Friedrich I. von Schweden das Kloster Bergen. Im selben Jahr wurde auch die alte Klosterordnung erneuert. 1775 erhielt der Konvent unter Priorin Eleonore Tugendreich von Barnekow ad.H. Klein Kubbelkow von Königin Sophia Magdalene von Schweden das Ordenskreuz verliehen.
Während der Franzosenzeit dienten Teile des Klosters 1805, 1807, 1809 und 1813 als Hospital und zeitweise als Lazarett. 1876 entstand auf Initiative der Priorin Juliane von Usedom ein Springbrunnen. Und 1886  hatte sie mit Unterstützung des Klosterfräuleins Bertha von Smiterlöw eine Kleinkinderschule, vornehmlich für ärmere Kinder zur unentgeltlichen Benutzung eingerichtet, das Julienstift. 1892 hatte man die große Umfassungsmauer erneuert und 1893 die alte Pforte zum Kirchhof durch eine neue eiserne Pforte ersetzt. 1899 erhielt auch der Klosterhof elektrische Beleuchtung.
Nach dem Ersten Weltkrieg gab es von 1919 bis 1922 Zwangseinquartierungen. Bis zur Auflösung des Damenstifts wohnten dort 1945 die Priorin von Harder und die Konventualinnen Gräfin von Schmettau, von Versen,  von der Lancken, von Kathen, von Richter, von Kleist und von Barnekow sowie sechs Exspektantinnen mit halber Hebung. Einer der letzten Stifts-Kuratoren war der General Heinrich von Albedyll.

### Auflösung des Damenstifts
Nach der Besetzung Rügens durch die Rote Armee wurden durch Räumungsbefehl am 15. Mai 1945 alle Bewohner aus dem Kloster verwiesen und darin eine Verteidigungsstellung eingerichtet. Die Klostermauern wurden mit Schießscharten versehen. In dieser Zeit gingen das Mobiliar und große Teile des Klosterarchives verloren. Nach dem Abzug der sowjetischen Truppen 1947 wurden die Stiftsgebäude von Flüchtlingen aus dem Osten bewohnt. Die von der Kirche, der Stadt Bergen und vom Land Mecklenburg 1947/48 vereinbarte Nutzung als Altenheim in Form einer Stiftung mit dem Titel Stiftung altes Kloster zu Bergen auf Rügen kam nicht zur Ausführung. Die Stiftung wurde in den 1980er Jahren aufgelöst und die Gebäude gingen in das Eigentum der Stadt Bergen auf Rügen über.

### Sanierung und heutige Nutzung
Seit 1991 wurden umfangreiche Sanierungen des Klosterhof-Ensembles durchgeführt, die von 2001 bis 2004 von archäologischen Untersuchungen begleitet wurden.  Am 20. Mai 2005 wurde die Anlage als kulturelle Begegnungsstätte wiedereröffnet. In den sanierten Stiftshäusern befinden sich heute das Stadtmuseum, eine Schauwerkstatt ortsansässiger Handwerker, eine Gaststätte und Wohnungen. Im Klosterhof finden regelmäßig Floh- und Handwerkermärkte statt.